# ميل بوجيتش
ميل بوجيتش هو لاعب كرة قدم كرواتي في مركز الدفاع، ولد في 6 نوفمبر 1981 في ليفركوزن في ألمانيا. شارك مع منتخب كرواتيا تحت 21 سنة لكرة القدم. أما مع النوادي، فقد لعب مع باير 04 ليفركوزن وفورتونا دوسلدورف ونادي أوردينغن 05 ونادي أوسنابروك.